# Sigara semistriata
Sigara semistriata är en insektsart som först beskrevs av Franz Xaver Fieber 1848.  Sigara semistriata ingår i släktet Sigara, och familjen buksimmare. Arten är reproducerande i Sverige.